# 国府八幡宮

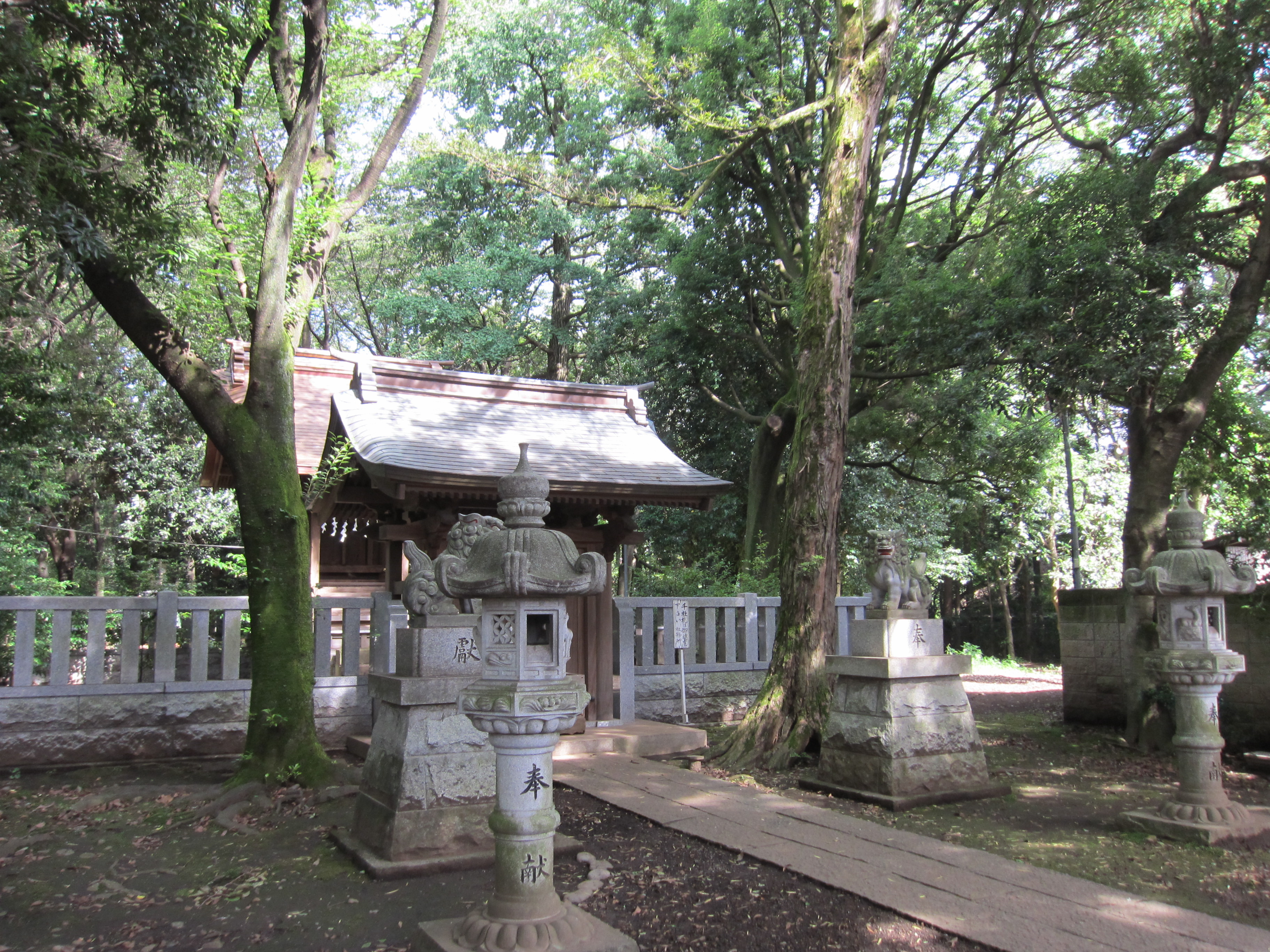
武蔵国府八幡宮

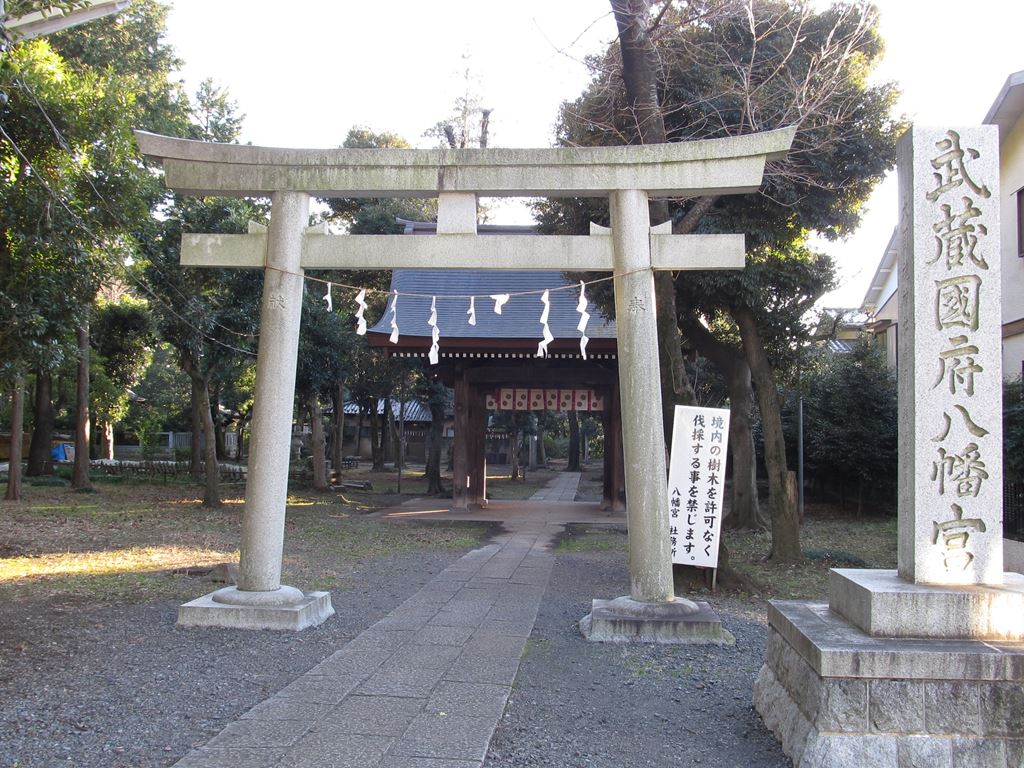
石碑

国府八幡宮（こくぶはちまんぐう）とは、令制国の国府（府中）の近くに創建された八幡宮である。「府中八幡宮（ふちゅうはちまんぐう）」と称されたり「国分八幡宮」と表記されることもある。また単に「八幡宮」「八幡神社」と称したり、地名を冠する神社もある。
国府八幡宮には神社によって、国衙の鎮守であると伝えるものと、国分寺の鎮守と伝えるものとがある。一般に国府と国分寺は近くにあることが多く、両者が混同されたものもあると見られている。総国分寺である奈良の東大寺の鎮守社が手向山八幡宮であることから、各地の国府・国分寺でも八幡宮を鎮守としたとも考えられる。これらの国府八幡宮は国府の近くにあることから、後に総社の機能を持つようになったものもある。
「一国一社の八幡宮」「一道一社の八幡宮」「総社八幡宮」と称する八幡宮も、国府八幡宮に由来するものとされるが、例外もある。例として、武蔵国では総社八幡宮として磐井神社が、国府八幡宮として武蔵国府八幡宮が鎮座しており、また国分寺市西元町の八幡神社が国分寺の鎮守であったとする説もあり、分立している。また、上野国は国府比定地に近い前橋八幡宮が国府八幡宮とする説があるが、国府比定地から離れた場所に一国一社八幡宮として上野國一社八幡宮が鎮座している。

## 各地の国府八幡宮
畿内
- 大和国：国府神社 （奈良県高市郡高取町）
- 河内国：国府八幡神社 （大阪府藤井寺市）
- 摂津国：六甲八幡神社 （兵庫県神戸市灘区）

東海道
- 伊賀国：岡八幡宮 （三重県上野市）
- 尾張国：伊富利部神社 （愛知県一宮市）
- 三河国：豊川八幡宮 （愛知県豊川市）- 三河国分寺の西隣に所在する。
- 遠江国：府八幡宮 （静岡県磐田市）
- 伊豆国：八幡宮来宮神社 （静岡県伊東市）
- 甲斐国：大井俣窪八幡神社 （山梨県山梨市）
- 甲斐国：八幡神社 （山梨県甲府市）
- 相模国：平塚八幡宮 （神奈川県平塚市）
- 武蔵国：武蔵国府八幡宮 （東京都府中市八幡町）
- 安房国：鶴谷八幡宮 （千葉県館山市）
- 上総国：飯香岡八幡宮 （千葉県市原市）
- 下総国：葛飾八幡宮 （千葉県市川市）

東山道
- 近江国：日牟礼八幡宮 （滋賀県近江八幡市）
- 飛騨国：桜山八幡宮 （岐阜県高山市）
- 信濃国：筑摩神社 （長野県松本市）
- 信濃国：国分神社 （長野県上田市）
- 上野国：前橋八幡宮 （群馬県前橋市）
- 下野国：下野國一社八幡宮 （栃木県足利市）

北陸道
- 若狭国：八幡神社 （福井県小浜市小浜男山）
- 能登国：八幡神社 （石川県七尾市八幡町）
- 越中国：越中護国八幡宮 （富山県富山市八幡）
- 越後国：府中八幡宮 （新潟県上越市西本町）

山陰道
- 石見国：八幡宮 （島根県浜田市上府町）
- 隠岐国：国府尾神社 （島根県隠岐郡隠岐の島町港町）

山陽道
- 播磨国: 男山八幡宮（兵庫県姫路市）
- 備後国：府中八幡神社 （広島県府中市出口町）
- 備後国：下御領八幡神社 （広島県福山市神辺町）
- 安芸国：府中八幡神社 （広島県府中市）
- 安芸国：石清水八幡宮 （広島県東広島市西条町吉行）

南海道
- 淡路国：賀集八幡神社 （兵庫県南あわじ市賀集八幡） - 一国一社八幡。
- 淡路国：八幡神社 （兵庫県南あわじ市榎列小榎列） - 国府八幡。
- 阿波国：八幡神社 （徳島県阿南市那賀川町八幡石川原）
- 讃岐国：国分八幡宮 （香川県高松市）

西海道
- 豊前国：惣社八幡神社 （福岡県京都郡みやこ町国作）
- 肥後国：藤崎八旛宮 （熊本県熊本市）
- 大隅国：鹿児島神宮 （鹿児島県霧島市）
- 対馬国：厳原八幡宮 （長崎県対馬市厳原町中村）